# Eppendorf
Eppendorf – gmina w Niemczech, w kraju związkowym Saksonia, w okręgu administracyjnym Chemnitz, w powiecie Mittelsachsen.

## Współpraca
Miejscowości partnerskie:
- Frouard, Francja
- Lohmar, Nadrenia Północna-Westfalia
- Málkov u Chomutova, Czechy – kontakty utrzymuje dzielnica Kleinhartmannsdorf
- Pompey, Francja